# Flectonotus pygmaeus
Flectonotus pygmaeus é uma espécie de anfíbio da família Hemiphractidae. Pode ser encontrada na Venezuela e na Colômbia.